# Соболев, Ромил Павлович
Ромил Павлович Со́болев (6 февраля 1926, Демянск — 1991, Москва) — советский киновед. Кандидат искусствоведения (1966). Заслуженный работник культуры РСФСР (1987).

## Биография
Родился 6 февраля 1926 года в городе Демянске. В сентябре 1944 года призван в РККА. Демобилизован в сентябре 1947 года в звании лейтенанта.
В 1955 году окончил Московский библиотечный институт. В 1958 году вступил в КПСС.
В 1966 году защитил диссертацию на соискание учёной степени кандидата искусствоведения по теме «Ежи Кавалерович: фильмы, стиль, метод».
Работал в редакции «Литературной газеты».
В 1969 году назначен заместителем главного редактора издательства «Искусство».
С 1976 года — старший научный сотрудник сектора кино социалистических стран НИИ теории и истории кино Госкино СССР (с 1980 года — Всесоюзного научно-исследовательского института киноискусства).
Печатался с 1954 года. Автор ряда книг и статей по вопросам киноискусства в журнале «Искусство кино», в газетах «Советская культура», «Литературная газета» и др. Написал сценарии мультфильмов «Чемпион в лесу» (1977) и «Дом для леопарда» (1979).
Член Союза кинематографистов СССР и Союза журналистов СССР.
Киновед Мирон Черненко писал о нём:

Он был человеком любознательным, готовым вгрызаться в материал чужой, сопротивляющийся, вчера ещё совершенно ему не известный, чтобы в конце концов сделать его своим, собственным… Кинематограф дореволюционной России и кино советской поры, кинематограф Польши и Болгарии, Америки и Индии, даже — если мне не изменяет память — нечто по теории кино, в чём, скажу прямо, преуспел он меньше, чем в истории.
Умер в 1991 году в Москве.
Сыновья — Евгений (род. 1957), киновед и  Александр (род. 13 марта 1965).